# HD 190007
HD 190007 ( eller Gliese 775) är en ensam stjärna i den mellersta delen av stjärnbilden Örnen. Den har en genomsnittlig skenbar magnitud av ca 7,48 och kräver en stark handkikare eller ett mindre teleskop för att kunna observeras. Baserat på parallaxmätning inom Hipparcosuppdraget på ca 78,5 mas, beräknas den befinna sig på ett avstånd på ca 42 ljusår (ca 13 parsek) från solen. Den rör sig närmare solen med en heliocentrisk radialhastighet på ca -30 km/s.

## Egenskaper

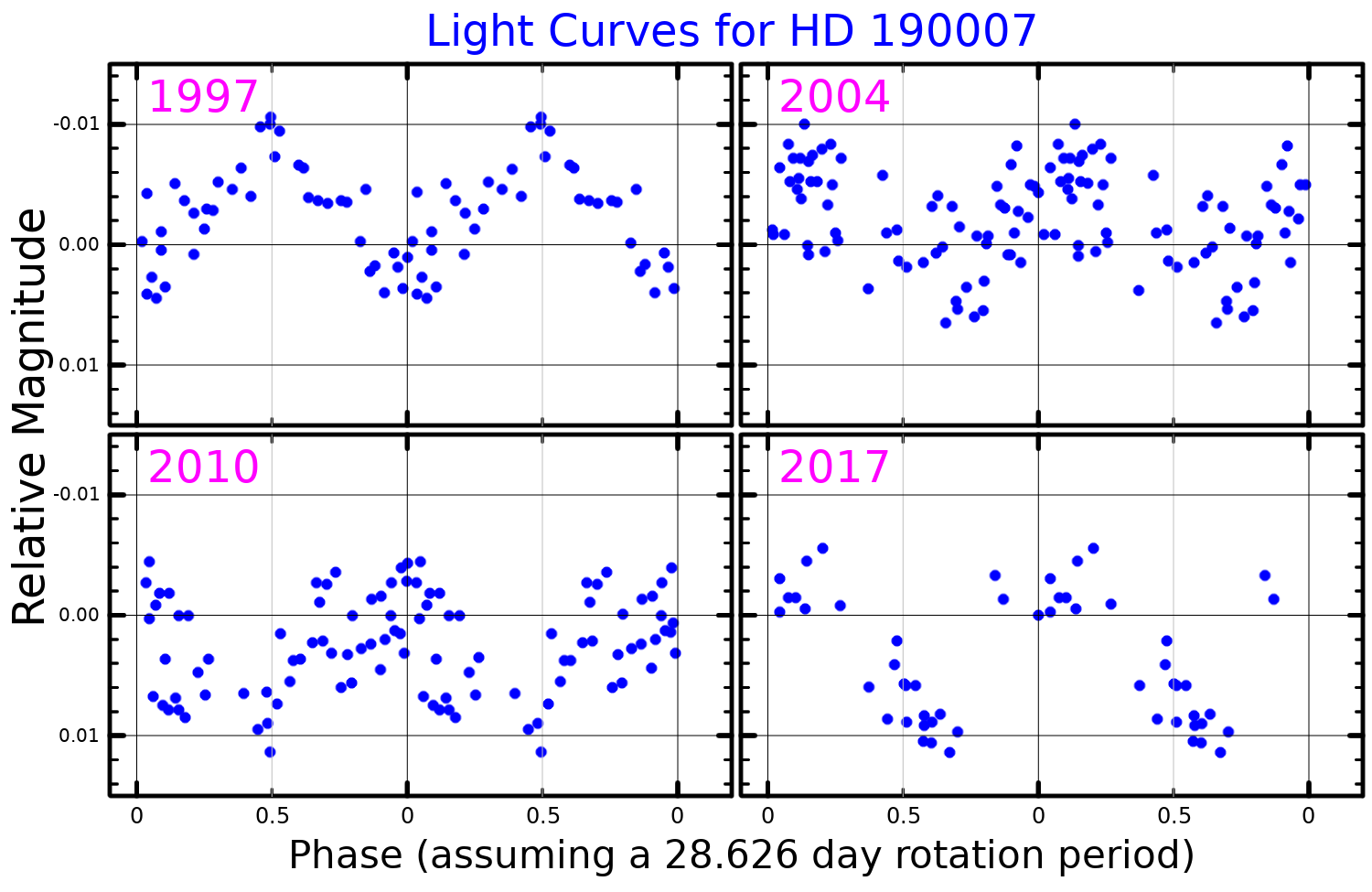
Fyra representativa ljuskurvor för HD 190007, hämtade från Burt et.al. (2020)

HD 190007 är en orange till gul stjärna i huvudserien av spektralklass K5 V som också är en BY Draconis-variabel. Den har en massa som är ca 0,68 solmassa, en radie som är ca 0,80 solradie och har ca 0,24 gånger solens utstrålning av energi från dess fotosfär vid en effektiv temperatur av ca 4 500 K.

## Planetsystem
En tänkbar exoplanet observerades 2020 med av hjälp av metoden för mätning av radiell hastighet.
| Planet | Massa             | Halv storaxel (AE) | Siderisk omloppstid (d) | Excentricitet | Inklination | Radie |
| ------ | ----------------- | ------------------ | ----------------------- | ------------- | ----------- | ----- |
| b      | ≥ 16,46 ± 1,66 M🜨 | -                  | 12,72                   | 0             | -           | -     |